# KLK5
 (mars 2023).
La kallicréine-5 est une sérine protéase exprimée dans l'épiderme. Chez l'homme, elle est codée par le gène KLK5 ,,,,,.  Ce gène est l'un des quinze membres de la sous-famille des kallikréines situés dans un cluster sur le chromosome 19. Son expression est régulée positivement par les œstrogènes et les progestatifs. L'épissage alternatif aboutit à plusieurs variants de transcription codant pour la même protéine. 
KLK5 a été suggéré pour réguler l'excrétion cellulaire (desquamation) en conjonction avec KLK7 et KLK14, compte tenu de sa capacité à dégrader les protéines qui forment le composant extracellulaire des jonctions cellulaires dans la couche cornée. Il est proposé que KLK5 régule ce processus puisqu'il est capable de s'auto-activer en plus d'activer KLK7 et KLK14. 